# Дон Жуан (фильм, 1926)
«Дон Жуан» (англ. Don Juan) — американский романтический приключенческий художественный фильм режиссёра Алана Кросленда, снятый в 1926 году на студии Warner Bros. на основе одноимённой поэмы Байрона.
В создании сценария принимали участие Бесс Мередит и Уолтер Энтони.
В фильме впервые была использована система звукового кино, основанная на раздельной записи и воспроизведении звука и изображения Вайтафон.
Премьера состоялась 6 августа 1926 года. В фильме не было диалогов, только саундтрек. На его синхронизацию с картинкой было потрачено $110 000. Написанная композитором Генри Хэдли музыка была исполнена Нью-Йоркским филармоническим оркестром.

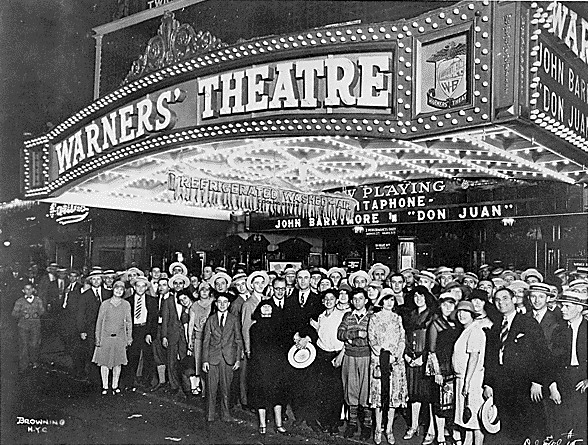
Очередь перед «Warner’s Theatre» в день премьеры фильма

Фильм имел огромный успех — зрители приняли его с большим воодушевлением, билеты на все показы были быстро раскуплены.

## Сюжет
В Италии 16-го века беззаботный гуляка Дон Жуан сталкивается с деспотичным Борджиа.

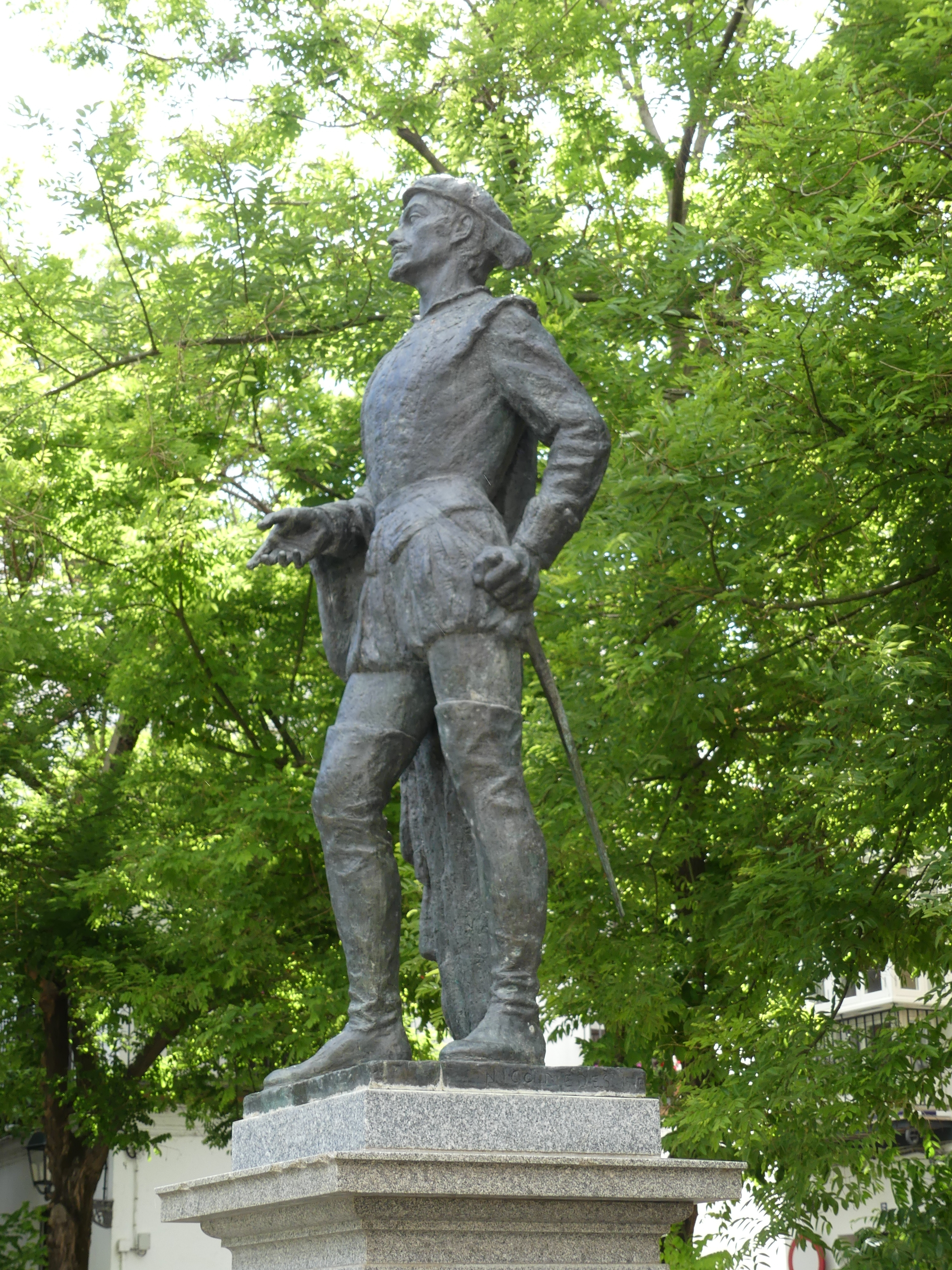
Кадр из фильма:Джон Бэрримор и Мэри Астор

Дон Хосе, узнавший о неверности своей жены, замуровывает её любовника заживо и выгоняет жену из замка; похотливый мужчина, получает удар от своей последней любовницы, и в своих предсмертных словах умоляет сына Дона Жуана отнять у женщин всё, ничего не дая взамен. Десять лет спустя молодой Дон Жуан, выпускник Пизанского университета, уже известный любовник, преследуемый многими женщинами, в том числе могущественной Лукрецией Борджиа, которая приглашает его на свой бал. Его презрение к ней возбуждает её ненависть к Адриане, дочери герцога Делла Варнезе, которой Дон Жуан восхищается; Лукреция замышляет выдать её замуж за графа Джиано Донати, одного из приспешников Борджиа, и отравить герцога. Дон Жуан вмешивается и срывает её план, завоевывая любовь Адрианы, но Борджиа объявляют войну родственникам герцога, предлагая им безопасность, если Адриана выйдет замуж за Донати; Дона Жуана приглашают на свадьбу, но он предпочитает смерть браку с Лукрецией. Герой скрываеися и убивает Донати на дуэли. Влюбленных ведут к башне смерти, но пока Адриана притворяется, что покорит с собой,  Дон Жуан сбегает из под стражи и после серии сражений побеждает своих преследователей и соединяется с Адрианой.

## В ролях
- Джон Бэрримор — Дон Хосе де Марана / Дон Жуан де Марана
- Джейн Винтон — Донна Изобель
- Джон Рош — Леандро
- Монтегю Лав — граф Джиано Донати
- Мэри Астор — Адриана делла Варнезе
- Найджел Де Брулир — Маркиз Ринальдо
- Эстель Тейлор — Лукреция Борджиа
- Уорнер Оулэнд — Чезаре Борджиа
- Мирна Лой — Май
- Джозеф Суикерд — граф делла Варнезе
- Хедда Хоппер — Маркезия Ринальдо
- Хелен Костелло — Рена, горничная Адрианы'
- Эмили Фицрой — Вдова (нет в титрах)
- Гибсон Гоуленд — римлянин
- Джун Марлоу — Трусия (в титрах не указана)
- Густав фон Сейффертиц — римлянин
- Филлис Хейвер – нет в титрах

Фильм, несмотря на негативные отзывы нью-йоркских кинокритиков, стал одним из самых кассовых фильмов Warner Bros. на сегодняшний день с доходом в $1 693 000. По данным Warners, фильм заработал $1 258 000 в США и $435 000 в других странах.